# Sainte-Marie-au-Bosc
Sainte-Marie-au-Bosc ist eine französische Gemeinde mit 359 Einwohnern (Stand: 1. Januar 2022) im Département Seine-Maritime in der Region Normandie. Sie gehört zum Arrondissement Le Havre und zum Kanton Octeville-sur-Mer. Die Einwohner werden Marigyptiens und Marigyptiennes genannt.

## Geographie
Sainte-Marie-au-Bosc liegt in der Région naturelle Pays de Caux, etwa 20 Kilometer nordnordöstlich von Le Havre. Umgeben wird Sainte-Marie-au-Bosc von den Nachbargemeinden Le Tilleul im Norden, Pierrefiques im Osten und Nordosten, Beaurepaire im Osten, Saint-Jouin-Bruneval im Süden und Südwesten sowie La Poterie-Cap-d’Antifer im Westen.

## Geschichte
„Sancte Marie de Fifcannemse Sylva“ ist die Namensform des Dorfes, die im Jahr 1050 gegeben wurde. Die Bezeichnung erinnert an die ehemaligen Wälder von Fécamp. Es scheint, dass Wilhelm der Eroberer das Lehen Sainte-Marie-au-Bosc der Abtei Montivilliers im Tausch gegen einen goldenen Kelch geschenkt hat. Die heutige Kirche, die der Sainte-Marie-l’Égyptienne geweiht ist (daher der Name der Einwohner, der Marigyptiens), hat ihren Glockenturm und ihren Chor aus dem 12. Jahrhundert erhalten, während das frühere Langhaus aufgrund von Bodensenkungen zerstört wurde, denn die Kirche befand sich über einen Steinbruch.

## Bevölkerungsentwicklung
| Jahr                       | 1962 | 1968 | 1975 | 1982 | 1990 | 1999 | 2006 | 2013 | 2020 |
| Einwohner                  | 146  | 129  | 138  | 156  | 173  | 213  | 288  | 353  | 367  |
| Quellen: Cassini und INSEE |      |      |      |      |      |      |      |      |      |

## Sehenswürdigkeiten
- Kirche Sainte-Marie-l’Égyptienne